# Сугаков Володимир Йосипович
Сугаков Володимир Йосипович (7 листопада 1936, м. Златопіль Кіровоградської області) — український фізик-теоретик, доктор фізико-математичних наук, професор, член-кореспондент НАН України, завідувач відділу теоретичної фізики Інституту ядерних досліджень НАН України. Лауреат Державної премії УРСР в галузі науки і техніки (1987), лауреат премії НАН України імені К. Синельникова (1998), лауреат премії НАН України імені С. І. Пекаря (2012).

## Біографія
Володимир Йосипович Сугаков народився 7 листопада 1936 року в м. Новомиргород на Кіровоградщині у простій родині: батько — робітник, учасник Великої Вітчизняної війни, мати — бухгалтер. Ще в дитинстві під час навчання в Златопільській гімназії Володимир захопився точними науками і радіотехнікою, що й вплинуло на його вибір професії. У 1960 році з відзнакою закінчив Київський національний університет ім. Т. Шевченка та продовжив навчання в аспірантурі на кафедрі теоретичної фізики фізичного факультету університету. Науковим керівником дисертаційної роботи був корифей фізики твердого тіла Соломон Ісаакович Пекар, що звичайно й визначило основний напрямок досліджень В. Й. Сугакова.
З 1962 по 1979 роки він викладав у Київському національному університеті ім. Т. Шевченка. Читав курси: електродинаміка, квантова механіка, спецкурси теорія твердого тіла, теорія магнетизму, проблеми синергетики.
З 1979 року працює в Інституті ядерних досліджень Національної академії наук України на посаді завідувача відділом теоретичної фізики та за сумісництвом продовжував викладати у Київському національному університеті ім. Т. Шевченка. У 1977 році Володимир Йосипович став доктором фізико-математичних наук, а в 1982 році — професором.

## Внесок у науку
Основний внесок у науку В. Й. Сугакова пов'язаний з оптикою кристалів. Ним розроблено теорію поверхневих та локальних екситонів, яка підтверджена в чисельних експериментах. Ці роботи В. Й. Сугакова лягли в основу монографії «Спектроскопия дефектов в молекулярных кристаллах» (1987), написаної у співавторстві з академіком М. Т. Шпаком та доктором фізико-математичних наук Н. І. Остапенко.
Сугаков уперше розробив теорію та дослідив різноманітні властивості локальних екситонів. Ці результати широко використовуються для пояснення оптичних властивостей молекулярних кристалів. Він також запропонував новий механізм спін-ґраткової релаксації триплетних збуджень (СПВ механізм), який застосовують для пояснення кутової і магнітної залежності часу релаксації домішкових триплетних станів в органічних кристалах — для них цей механізм релаксації виявився основним.
Володимир Йосипович — автор моделі, в якій реалізуються автоколивання та бістабільність у системі екситонів із домішками, а також моделі дипольних пасток для електронів, дірок та екситонів у органічних кристалах.
В. Й. Сугаков передбачив ефект звуження деяких екситонних смуг у гетероструктурах на базі напівмагнітних напівпровідників за умов зростання магнітного поля. Він запропонував новий метод поляризації спінів електронів і ядер при тунелюванні електронів через подвійний гетероперехід, побудований на базі напівмагнітних напівпровідників. Учений розробив новаторські способи виготовлення мішеней із поляризованими ядрами, які можна застосовувати у спінтроніці.
В ІЯД НАН України В. Й. Сугаков зайнявся ще й радіаційною фізикою, де здобув нових досягнень. Так, він першим застосував теорію самоорганізації систем (синергетику) до кристалів, що піддані радіаційному опромінюванню. Особлива увага була приділена вивченню механізму утворення в радіаційному полі надграток макродефектів і пор, а також автоосциляціям температури та густини дефектів. За ці роботи В. Й. Сугаков разом з групою науковців був удостоєний Державної премії України в галузі науки і техніки (1987).
Вивчались також особливості дифракції теплових нейтронів у кристалах з надгратками пор. За результатами досліджень процесів самоорганізації в нерівноважних системах був уведений спецкурс «Вступ до синергетики» для студентів фізичного факультету Київського національного університету імені Тараса Шевченка, а також надруковані монографії «Lectures in Synergetics» (1998) та «Основи синергетики» (2001).
Володимир Йосипович з колегами змоделював фізичні властивості радіоактивної лави, що утворилася в приміщеннях 4-го блока реактора Чорнобильської АЕС після його аварії. Такі матеріали є складним об'єктом, який важко досліджувати експериментально внаслідок його високої активності, проте дані про цей об'єкт дуже важливі для прогнозування подальших процесів на 4-му енергоблоці.
Серед інших наукових результатів Володимира Йосиповича — обчислення рівнів електроннодіркових комплексів у напівпровідниках; передбачення та розрахунки взаємоперетворення додаткових хвиль з однієї в іншу за умов розсіяння на дефектах; побудова теорії фазових переходів у тонких плівках рідких кристалів і відкриття розмірного зсуву температури фазового переходу «нематик — ізотропна рідина»; виявлення особливостей розсіяння нейтронів рідкими кристалами. В. Й. Сугаков пояснив явище гігантського підсилення луни у феритах. Його теорія передбачила існування підсиленої луни за різних частот першого та другого імпульсів.
2003 року В. Й. Сугаков обраний членом-кореспондентом НАН України. Був керівником наукових груп України при виконанні наукових тем за грантами CRDF (США), INTAS (EC), Visby (Швеція), читав лекції для студентів університетів Японії, Сінгапуру, неодноразово виступав з доповідями на Міжнародних конференціях.
В. Й. Сугаков — автор і співавтор 7 монографій, 11 підручників і майже 300 наукових робіт. Три монографії видано за кордоном, а навчальний посібник «Збірник задач з теоретичної фізики» двічі видавався російською мовою, двічі японською, а також польською та англійською мовами. Активно працює наукова школа, створена В. Й. Сугаковим. Ним підготовлено 27 кандидатів, з них 5 захистили докторські дисертації. Протягом шести років він працював головою Експертної ради з фізики Вищої атестаційної комісії України, є членом Експертної ради Комітету Державних премій у галузі науки та техніки, заступником головного редактора журналу «Ядерна фізика та енергетика», членом редколегій «Українського фізичного журналу» і «Фізика та хімія поверхні».

## Нагороди та визнання
- лауреат Державної премії УРСР в галузі науки і техніки (1987);
- лауреат премії НАН України ім. Кирила Синельникова НАН України (1998).